# Nowyj Oskoł
Nowyj Oskoł (ros. Новый Оскол) – miasto w południowo-zachodniej części Rosji, w obwodzie biełgorodzkim, 110 km od Biełgorodu. Ośrodek administracyjny rejonu nowooskolskiego i osiedla miejskiego „Gorod Nowyj Oskoł”. W 2015 roku liczyło 18 930 mieszkańców.
Nowyj Oskoł posiada prawa miejskie od 1647 roku. Do 1954 roku wchodził w skład obwodu woroneskiego.